# Кама (бог)
Ка́ма (санскр. काम, «любовь», «чувственное влечение») или Ка́ма-де́ва — бог любви в индуизме, сын Лакшми и Вишну (в некоторых источниках — сын Брахмы). Религиозные ритуалы в честь Камы направлены на улучшение здоровья и повышения внешней привлекательности. Культ Камы является частью поклонения Вишну и распространён в Южной Индии.

## Иконография и её символизм

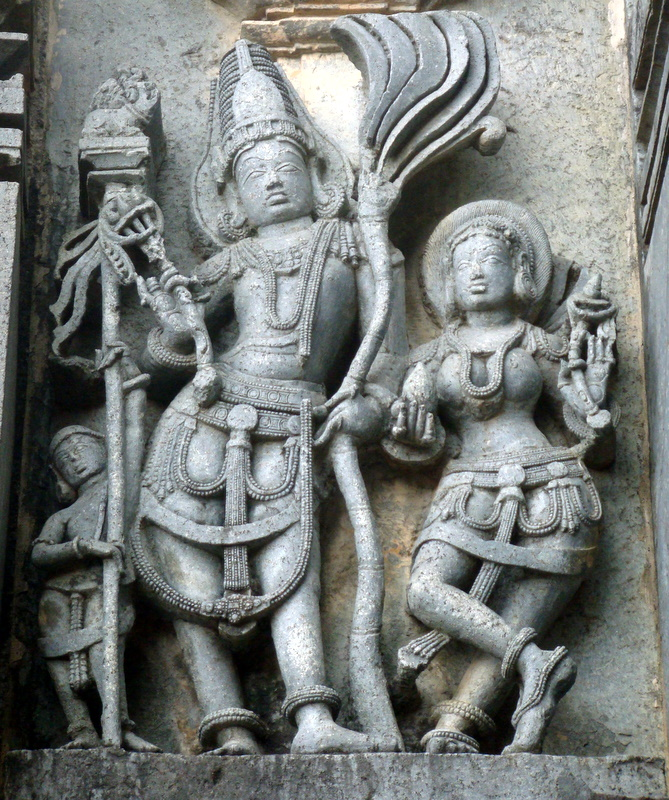
Кама-дева с супругой Рати, барельеф храма Ченнакешава, Белур

Изображается в виде прекрасного юноши с кожей зелёного цвета, держащего в руке лук из сахарного тростника и пять стрел из цветов. Его ваханой (ездовой птицей) является попугай по имени Шука (Suka). Вокруг Камы вьются медоносные пчёлы. В некоторых интерпретациях Кама держит знамя с изображением макары (морского чудовища) и лук, в котором вместо тетивы — пчёлы. Кама стреляет пятью цветочными стрелами и возбуждает в своих жертвах любовную страсть.
Попугай как ездовая птица символизирует правду, поскольку попугай дословно повторяет то, что услышал. Сахарный тростник становится сладким по мере созревания. Это означает, что любовь созревает со временем. В то же время листья сахарного тростника остры и могут порезать того, кто к ним прикасается. Тем самым чувственное желание может причинить боль. Пять стрел символизируют пять чувств, формирующие любовное желание. К ним относятся зрение, слух, вкус, прикосновение и запах. Весной расцветает любовь, начинается брачный сезон у животных и птиц. Пчёлы символизируют сладость меда и боль от укуса. В то же время демонический дух сопровождает явление Камы. Он создает страдания, возникающие в результате сильной любви или её потери. Любовь также может превратиться в ненависть, которая отражает силу первоначального влечения.

## Этимология имени
Имя Кама-дева может быть переведено как «Бог любви». Дева означает «небесный» или «божественный», а Кама означает «желание» или «влечение». Имя впервые упомянуто в Риг-веде (9, 113.11).
Кама также упоминается как имя Вишну в Вишну-пуране и Шримад-Бхагаватам (5.18.15). Оно является одним из имён Кришны и Шивы. Имя Кама также используют для обозначения бога Агни в Атхарва-веде (6.36.3).
Шримад Бхагаватам, Книга 5, Глава 18, Tекст 15:

Обитатели Кетумалы под водительством патриарха Самватсары и его сыновья, боги дня, поклоняются Всевышнему в Его облике Кама-девы, Бога любви, отрады Богини удачи Лакшми. В конце каждого года ночные богини, что приходятся патриарху Самватсаре родными дочерьми, при виде ослепительного сияния огненного колеса приходят в крайнее возбуждение, отчего прежде срока разрешаются от бремени.— Шримад Бхагаватам
У Камы есть также другие имена: Мадана (Madana) или опьяняющий любовью; Манматха (Manmatha) или волнующий ум; Мара (Mara) или ранящий; Прадьюмна (Pradyumna) или всепокоряющий; Ананга (Ananga) или бестелесный. Последнее имя связано с историей о его попытке соблазнить Шиву.

## Философия

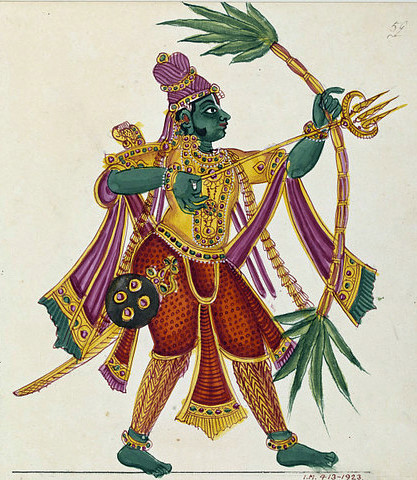
Изображение Кама-дева, гуашь на бумаге, Тируччираппалли (Индия), 1820—1825 годы, из коллекции Музея Виктории и Альберта (Лондон)

В индуизме Каму почитают, поскольку чувственная любовь или влечение является одной из движущих сил жизни. Бог Кама персонифицирует чувственное влечение, самым сильным ее проявлением считается либидо. Его связывают с рождением и сохранением Вселенной. Согласно Риг-веде, желание было первым чувством, возникшим у Создателя. В древности и Средние века были популярны посвящённые Каме весенние празднества, насыщенные эротическими играми, обрядами, песнями.

## Происхождение
В одной традиции Кама ни от кого не родился и считается самопроявленным. Об этом говорит одно из его имен, Нерождённый (Aja). В другой традиции Кама является сыном Дхармы и Шраддхи. В третьей традиции Кама считается сыном Вишну и Лакшми, об этом говорится в Хариванша-пуране, дополнении к Махабхарате. После того как Кама был сожжён пламенем Шивы, он переродился как Прадьюмна, сын Кришны и Рукмини.

## Семья и окружение
По южноиндийской традиции у Камы две жены: Рати (Rati), или удовольствие, и Прити (Priti), или привязанность. У Камы есть младший брат по имени Кродха (Krodha), или гнев, а также дочь по имени Триша (Trisha), или страсть, и сын Анируддха (Aniruddha), или беспрепятственный. Его лучшим другом и вечным спутником выступает Васанта (Vasanta), или весна. Кроме того, вместе с Камой следует Мара (Maras), или демон-искуситель. Его образ фигурирует как в европейской мифологии, так и в буддизме. Каму окружают и служат ему певцы, музыканты и танцовщицы в лице гандхарв и апсар.

## Легенда о Шиве и Каме
Известна легенда о том, как Шива испепелил Каму взглядом своего третьего глаза за то, что тот осмелился выстрелить в него своей стрелой, желая вызвать у Шивы любовь к Парвати. В результате Кама получает имя Ананга, которое означает «без частей (тела)» или «бестелесный». По одной из гипотез, легенда об испепелении Камы связана с попыткой объяснить этимологию тамильского слова «анангу» (одно из значений которого — мучительная любовная страсть). Впоследствии Шива, уступив мольбе Рати, супруги Камы, сделал так, что Кама возродился в теле Прадьюмны, первого сына Кришны и Рукмини. В гаудия-вайшнавизме Кама после сожжения Шивой стал частью Кришны-Васудевы.